# De Boetners
De Boetners is een dialect-rockband uit Doetinchem opgericht in 2011. De band is niet aangesloten bij een platenmaatschappij en heeft geen manager. In 2021 brachten ze in eigen beheer hun vierde album uit.

## Geschiedenis
Geïnspireerd door Jovink en de Voederbietels, Normaal, Boh Foi Toch en AC/DC kwamen Kevin Raayman en Koen Büttner in 2011 op de Zwarte Cross op het idee om een band te beginnen. In 2013 werd het duo aangevuld met Bram Kruijt en Alex Simons. Het eerste album, A-j Moar Schik Hebt, verscheen in 2014.
De Boetners hebben onder andere opgetreden op de Zwarte Cross (2017) en Huntenpop (2018), en in 2019 speelde de band in het voorprogramma van Normaal. In datzelfde jaar volgde een optreden in Schouwburg Amphion te Doetinchem.
Zowel in 2018 als 2019 werd het nummer Zommer uitgezonden op Radio 2 door Rob Stenders. Ook verzorgde de band een live-optreden tijdens de uitzending.
In 2021 brachten ze hun vierde album uit, de Boetners. In april 2022 keerden ze terug op Radio 2; in Giels Avondshow presenteerden ze hun single Goa Asteblieft Niet Weg.

## Discografie

### Albums
| Titel              | Datum van verschijnen | Opmerkingen                     |
| ------------------ | --------------------- | ------------------------------- |
| Aj Moar Schik Hebt | 23-05-2014            | Eerste album                    |
| Heavig!            | 22-05-2016            |                                 |
| Geblök en Gereer   | 21-05-2018            | Verzamelalbum                   |
| de Boetners        | 14-07-2021            | Vieren van hun 10-jarig bestaan |

### Singles
| Titel                      | Datum van verschijnen | Opmerkingen            |
| -------------------------- | --------------------- | ---------------------- |
| Goa Je Met (Noar Mien)     | 18-07-2013            |                        |
| Oefenhok                   | 01-07-2016            |                        |
| Later (as I-J Groter Bunt) | 20-10-2017            |                        |
| Zommer                     | 14-05-2018            |                        |
| Ik Bun Nog Lang Niet Dood  | 13-02-2018            |                        |
| Marie                      | 22-11-2019            |                        |
| Goeien Zin                 | 27-03-2020            |                        |
| Ik kom ooit wel weer       | 26-06-2020            | Uitgegeven door Petrol |
| Dreuge Strotte             | 23-10-2020            |                        |

## Bandleden
- Kevin Raayman (zang en gitaar)
- Koen Büttner (gitaar en achtergrondzang)
- Bram Kruijt (drums en achtergrondzang)
- Alex Simons (basgitaar)